# Zweibein
Ein Zweibein (engl. Bipod) ist eine zweibeinige Stütze für verschiedene Anwendungsbereiche.

## Waffentechnik
Ein Zweibein ist eine Waffenkomponente, die meist bei schweren und/oder langen Schusswaffen (zum Beispiel Maschinengewehren oder Scharfschützengewehren) zur Auflage der Waffe und Verbesserung des Anschlags verwendet wird.
Das Zweibein ermöglicht es dem Schützen, das Ziel anzuvisieren, ohne dabei den Großteil des Gewichts der Waffe halten zu müssen, da diese durch das Zweibein abgestützt wird. Das hat vor allem den Vorteil, dass die Bewegungen des Schützen (Atmung, Zittern bei Kälte, Herzschlag usw.) sich nicht mehr so stark auf die Waffe übertragen beziehungsweise dass der Schütze länger ruhig im Anschlag bleiben kann. Nachteilig beim Zweibein ist, dass die Waffe dadurch sperriger und schwerer wird, was die Flexibilität der Handhabung einschränkt. Zweibeine sind in der Regel abnehmbar, beim MG3 kann es dabei auch weiter im Mittelpunkt der Waffe befestigt werden ("Mittelunterstützung"), um den Schwenkbereich zu erhöhen. Die Länge der Beine kann fest oder verstellbar sein. Einige Sturmgriffe haben ein integriertes Zweibein (engl. foregrip bipod). Das Zweibein des Galil hat eine integrierte Drahtschere sowie einen Flaschenöffner. Im rechten Bein des PK ist ein Putzstock untergebracht.

Wird zusätzlich zum Zweibein noch ein drittes „Bein“ (Erdsporn) verwendet, spricht man von einer Dreipunktauflage (beispielsweise beim G22)

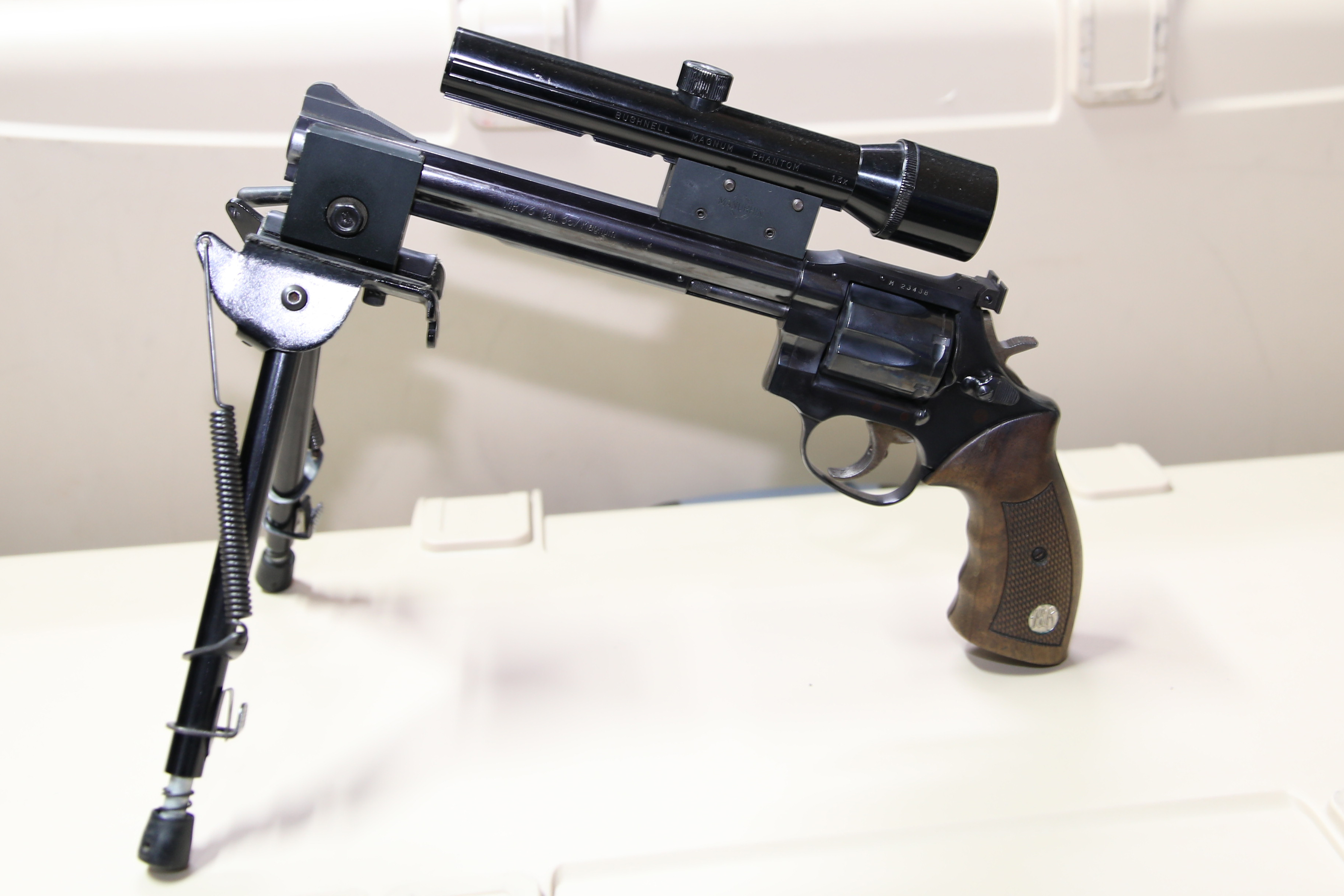
Manurhin MR 73 mit Zweibein
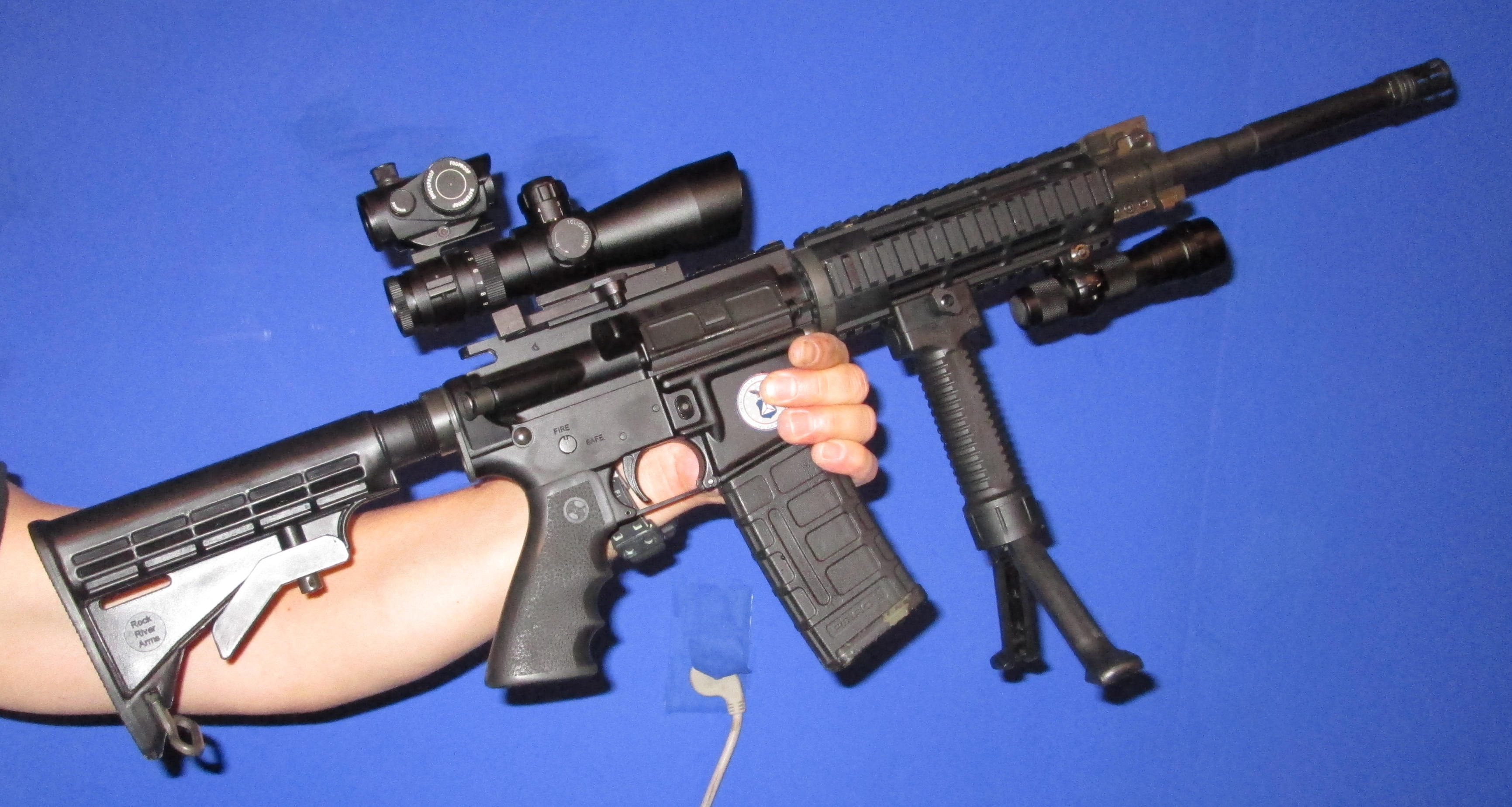
Vorderschaftgriff eines AR-15 mit integriertem Zweibein (engl. foregrip bipod) montiert an einer Picatinny-Schiene
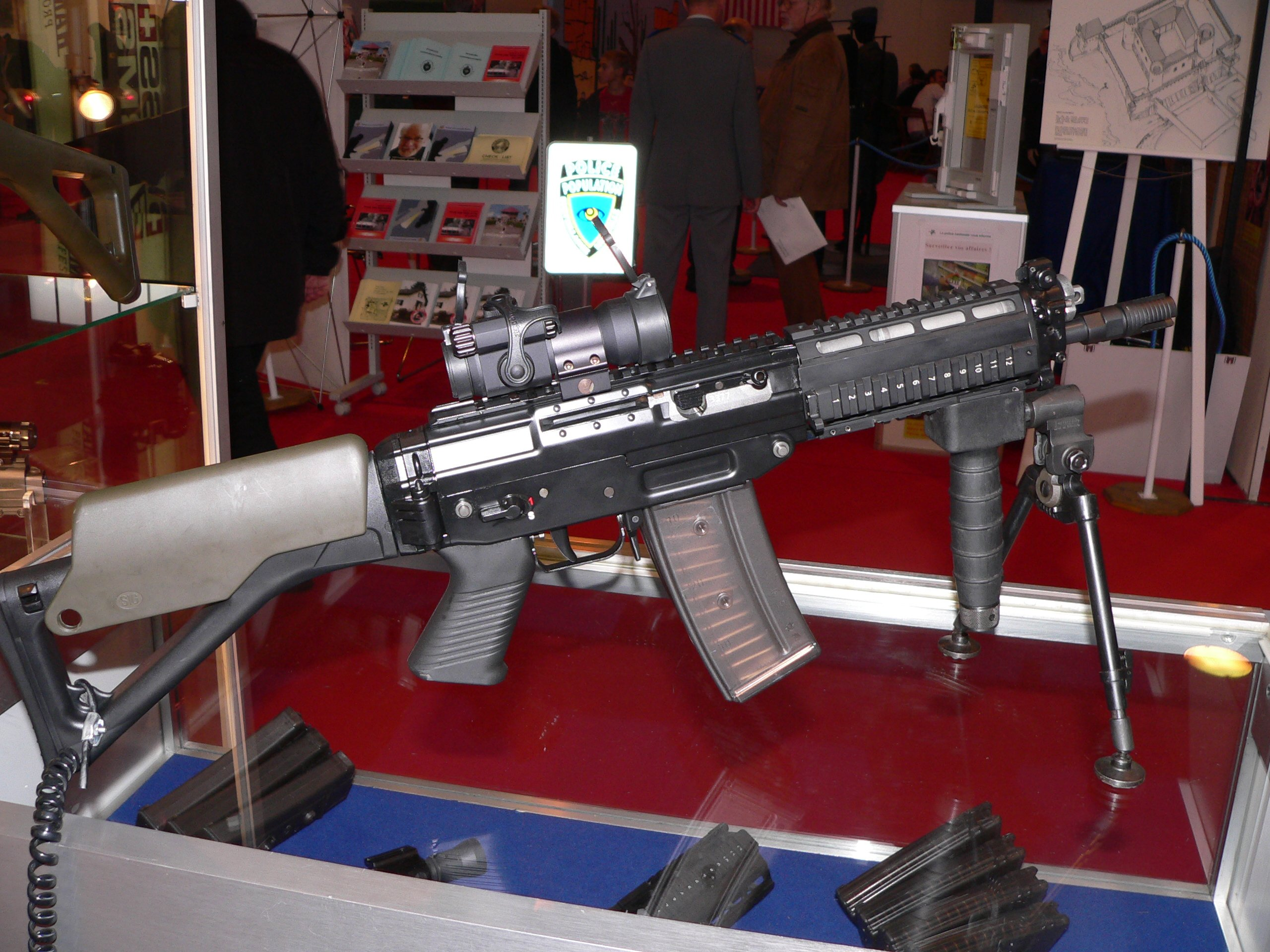
Zweibein eines SIG 552 mit Kugelgelenk gelagerten Stützfüßen
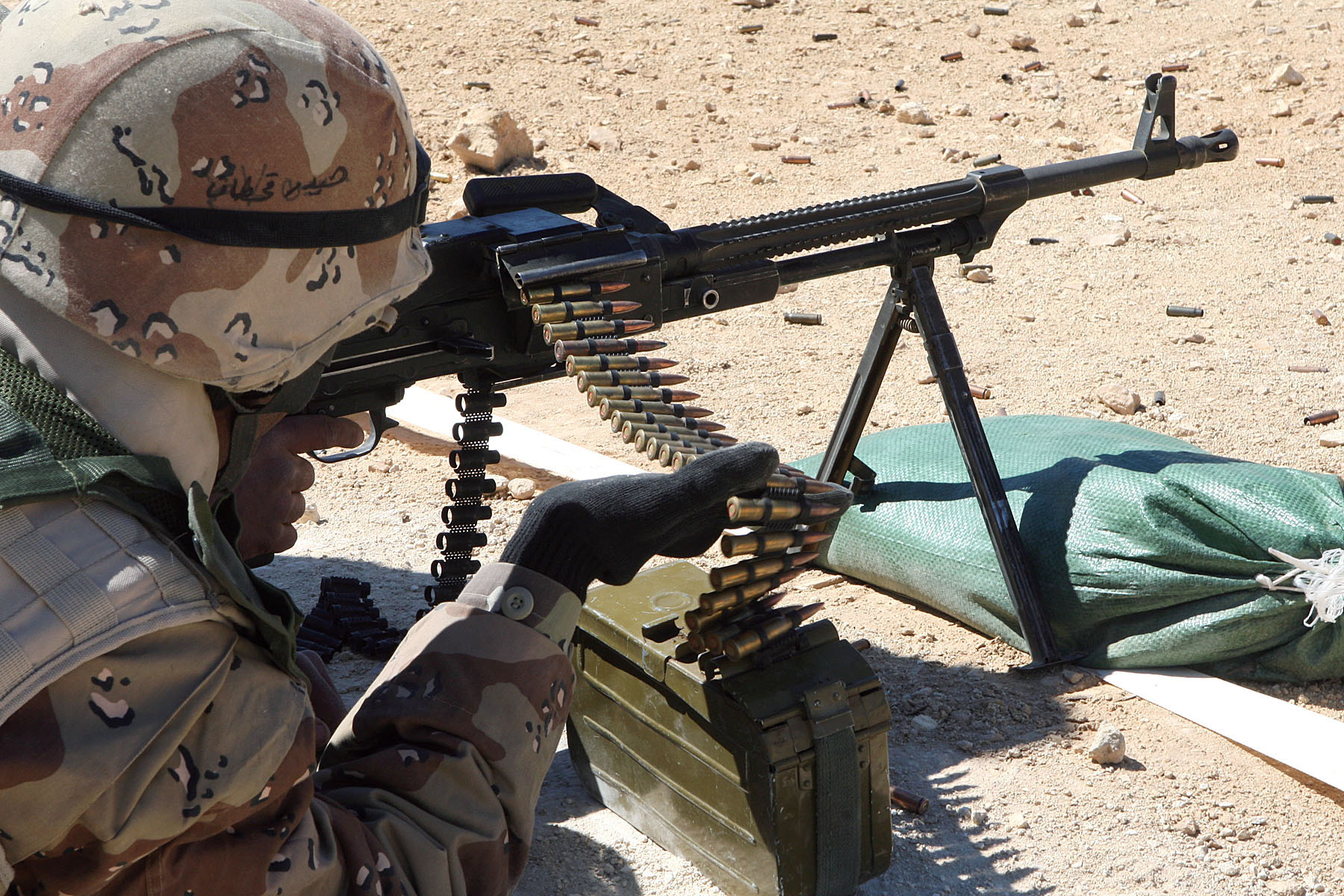
PK mit Zweibein
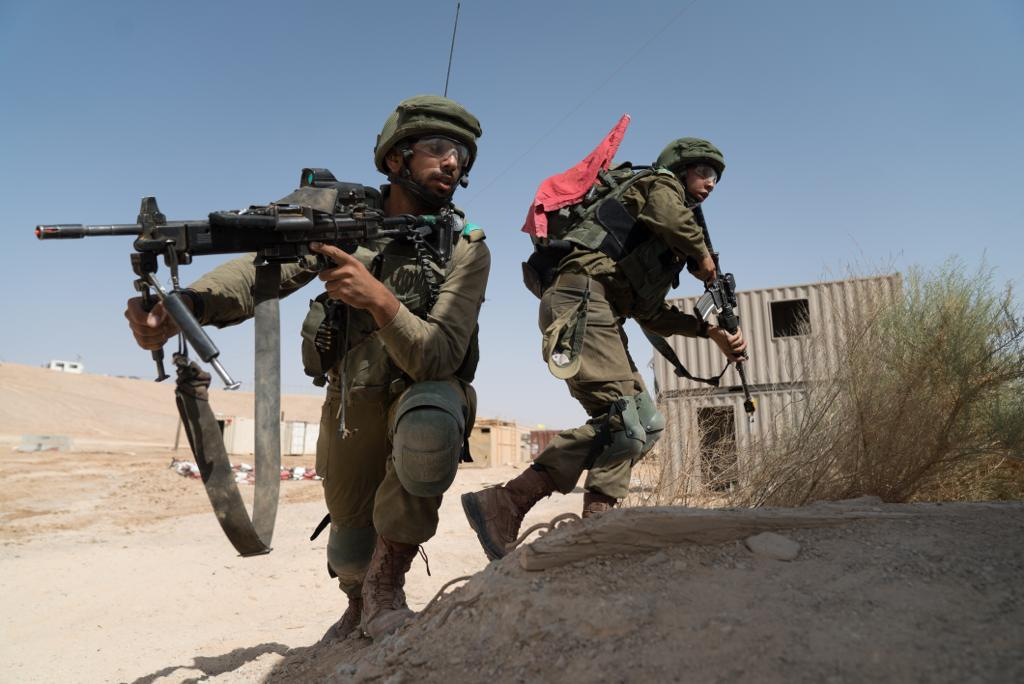
Zweibein eines IWI Negev wird als Sturmgriff benutzt
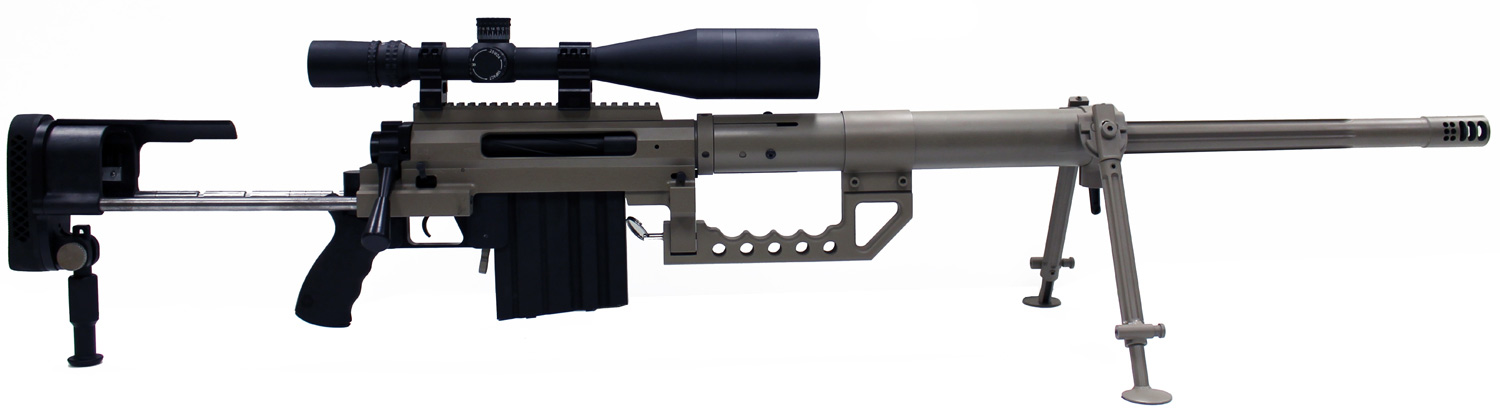
Scharfschützengewehr THOR M408 mit Zweibein und Erdsporn
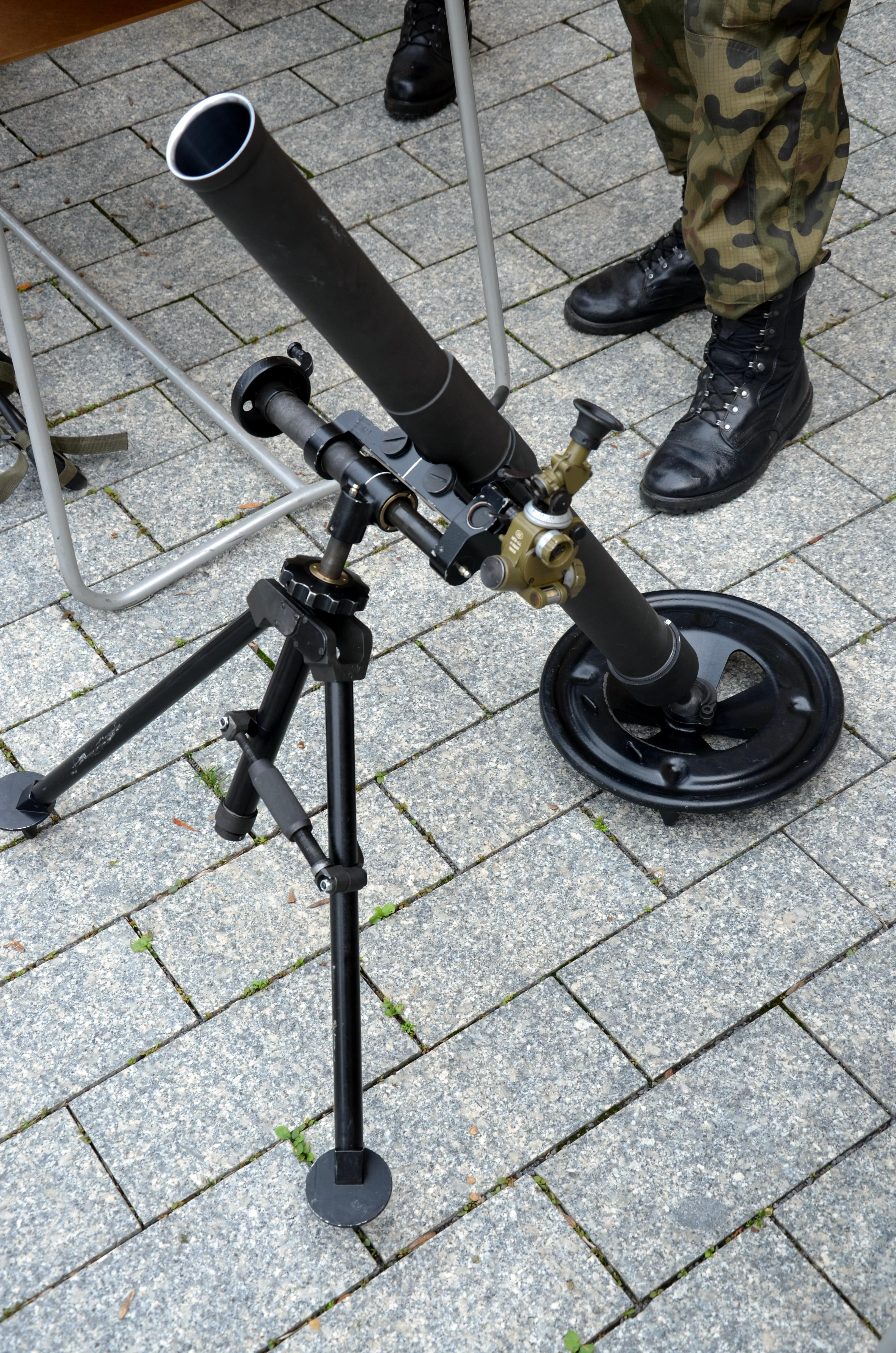
Zweibein eines Mörsers vom Typ LM-60D
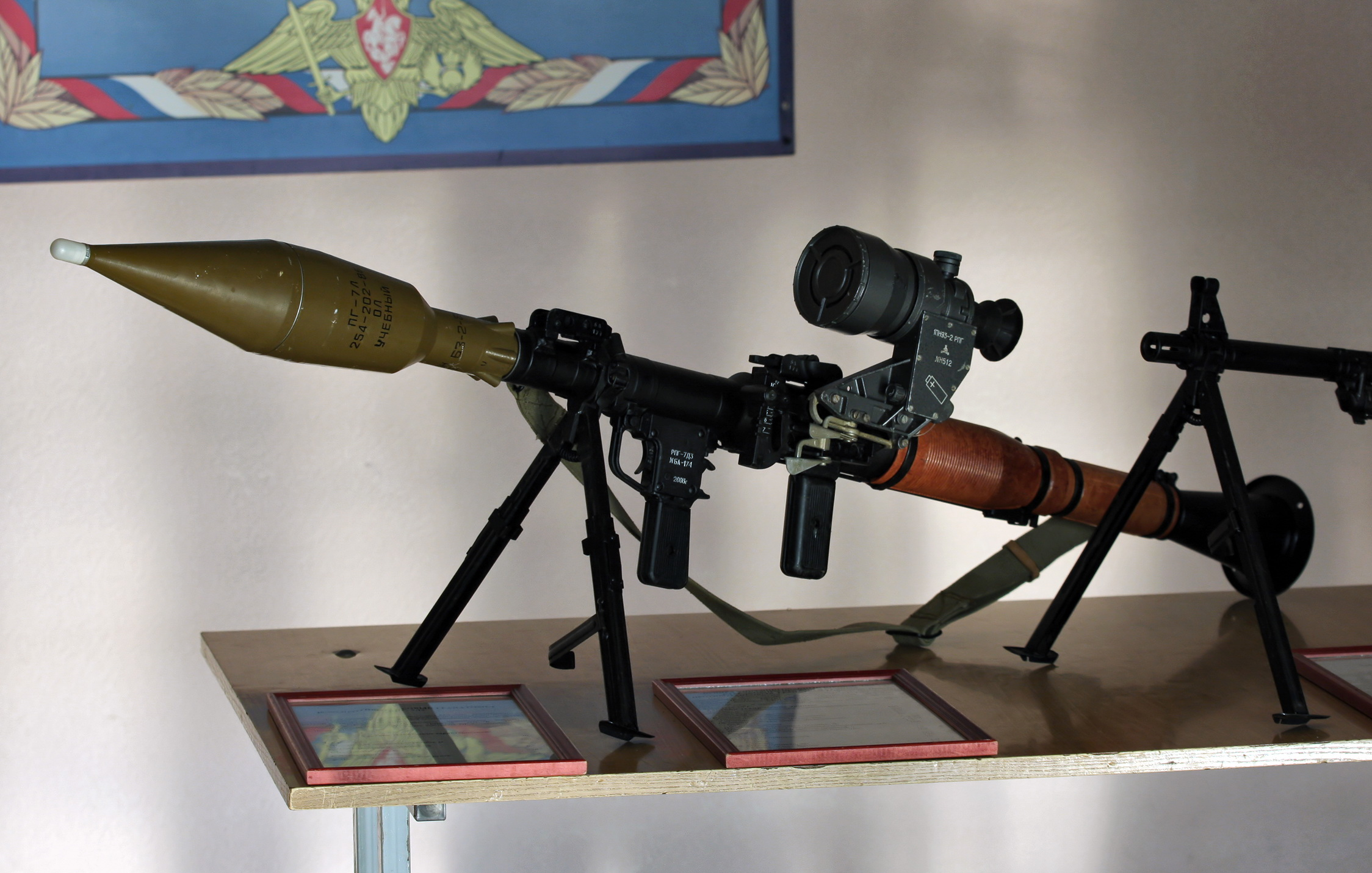
RPG-7V2 mit Zweibein

## Zweibein als Rettungsgerät
Ein Zweibein anderer Art dient Bergrettern als Stütze für eine Seilrolle, um einen in eine Gletscherspalte Gestürzten hochzuziehen, oder als Abspreizung von einer Felswand, um beim Ab- oder Aufseilen eines Verletzten Abstand von der Wand zu erzielen. Die typisch 3 m langen Beine werden aus Carbonfaserrohrelementen zusammengesteckt und sind für axiale Druckaufnahme konstruiert.
Ein Zweibein wird in der Regel in zwei Richtungen abgespannt, um es gegen Kippen um die Achse der zwei Aufstandspunkte zu sichern. Ein Dreibein, das alternativ aus denselben Elementen aufgebaut sein, steht hingegen auch ohne Abspannung stabil, sofern die Resultierende der Seilkräfte (und der halben eigenen Schwerkraft) durch das Dreieck der Aufstandspunkte läuft.